# Alberto Romero Herrera
Alberto Romero Herrera (Valparaíso, 1860-?, 7 de junio de 1917) fue un abogado y político chileno. Fue elegido como diputado y designado como ministro.

## Biografía
Fue hijo del matrimonio entre Juan Romero y Luisa Herrera Bustamante, curso sus estudios de leyes en la Universidad de Chile, jurando como abogado el 26 de marzo de 1881. Contrajo matrimonio con  Concepción Cordero.

## Vida política
En su vida política se registra la elección como diputado por Vichuquén para los períodos 1885 - 1888 y 1888 - 1891, y fue designado como ministro de Justicia e Instrucción Primaria bajo el gobierno de Juan Luis Sanfuentes entre el 1 de julio y 20 de noviembre de 1916.